# Hermann Hunziker
Hermann Georg Hunziker (* 30. Mai 1840 in Aarau; † 21. Januar 1910 ebenda) war ein Schweizer Landschaftsmaler.

## Leben
Hermann Hunziker entstammte einer einflussreichen Aarauer Familie, sein Vater führte eine Baumwollmanufaktur. Hermann Hunziker studierte Chemie am Polytechnikum (heute ETH) in Zürich, brach das Studium aber ab, um ins Familienunternehmen einzutreten. 1878 zog er nach München, um sich ganz der Malerei zu widmen. Er wurde Schüler von Otto Frölicher, mit dem er auch nach seiner Rückkehr nach Aarau freundschaftlich verbunden blieb.
Hermann Hunziker heiratete 1870 Pauline, geborene Wydler (1851–1935). 1879 liess sich das Ehepaar scheiden. 1887 heiratete Hunziker die Schwester von Albert und Fritz Fleiner, Martha. Ihre gemeinsamen Söhne waren die Kunstmaler Gerold Hunziker (1894–1980) und Werner Hunziker (1894–1975).

## Werk
Hermann Hunziker wird als Vertreter der Paysage Intime genannt, seine Werke widerspiegeln aber auch andere Stilrichtungen der Landschaftsmalerei seiner Zeit. Hunziker hat seine Werke weder signiert noch datiert und stellte sie zu Lebzeiten kaum öffentlich aus. Er führte Korrespondenz mit zahlreichen Künstlerkollegen und war ab 1882 Vorstand des Aargauer Kunstvereins.
Werke von Hermann Hunziker befinden sich in den Sammlungen des Aargauer Kunsthauses und der Stadt Aarau. Ein grosses Konvolut an Werken befindet sich im Hunziker-Archiv in Aarau.

## Publikationen
- Hunziker, Dominique et al. Hermann Hunziker 1840–1910. Aarau: Galerie 6, 1985. Print.
- Oehler, Robert. Die Hunziker von Aarau: Familiengeschichte eines alten Aarauer Geschlechts. Aarau: Sauerländer, 1962. Print.
- Biografisches Lexikon der Schweizer Kunst: unter Einschluss des Fürstentums Liechtenstein. Zürich: Verlag Neue Zürcher Zeitung, 1998. Print.